# Moralia
Moralia (em grego clássico: Ἠθικά Ethika; vagamente traduzido como "Morais" ou "Matérias relativas a costumes e morais") do estudioso grego do século I Plutarco é uma coleção eclética de 78 ensaios e discursos transcritos. Eles fornecem relatos sobre a vida romana e grega, mas muitas vezes são também observações atemporais em seu próprio direito. Muitas gerações de europeus as leram ou imitaram, incluindo Michel de Montaigne e os humanistas da Renascença e filósofos do Iluminismo.

## Conteúdo

### Estrutura geral
Moralia incluí Sobre a fortuna ou a virtude de Alexandre, o Grande - um importante adjunto à sua vida do grande general - Sobre a adoração de Ísis e Osíris - uma fonte crucial de informações sobre ritos religiosos egípcios - e Sobre o Malícia de Heródoto (que pode, como as orações sobre as realizações de Alexandre, foram um exercício retórico), no qual Plutarco critica o que ele vê como tendência sistemática nas Histórias de Heródoto; junto com mais tratados filosóficos, tais como No Declínio dos Oráculos, Nos Atrasos da Vingança Divina, Na Paz da Mente e em pratos mais leves, como Odisseu e Grilo, um diálogo bem-humorado entre Odisseu de Homero e um dos porcos encantados de Circe.
Algumas edições da Moralia incluem várias obras conhecidas como pseudepígrafas: entre elas, a Vida dos Dez Oradores (biografias dos oradores áticos baseados em Cecílio de Calacte), Sobre as Opiniões dos Filósofos, Sobre o Destino e Sobre a Música. Um "pseudo-Plutarco" é responsável por todos esses trabalhos, embora sua autoria seja desconhecida. Apesar dos pensamentos e opiniões registrados não sejam de Plutarco e venham de uma época ligeiramente posterior, eles são todos de origem clássica e têm valor para o historiador.